# Чилійсько-німецькі відносини
Німецько-чилійські відносини є зовнішніми відносинами між Німеччиною та Чилі. Незважаючи на те, що між Чилі та Німеччиною розділено приблизно 12 300 кілометрів, обидві країни все ще підтримують широкий спектр двосторонніх відносин протягом останніх 150 років багато німців осіли в Чилі з кількох різних причин. Мігруючи в протилежному напрямку, кілька тисяч чилійців шукали притулку в Німеччині під час диктатури Піночета.
Спочатку налагодилися зв'язки між сучасною Німеччиною та Чилі вже у 16 столітті, коли перші німецькі поселенці прибули до новозаснованих поселень. У 1810 році, коли Чилі стало незалежним від Іспанії, Гамбург став одним з перших міст, яке розпочало інтенсивну торгівлю з Вальпараїсо. Під час революції в Німеччині у 1848 році, коли Чилі закликало німців до еміграції, до Чилі почало прибувати все більше німецьких поселенців.
У сучасний період чилійці сприймають Німеччину позитивно, і ця позитивна думка про Німеччину взаємна.

## Історія та імміграція

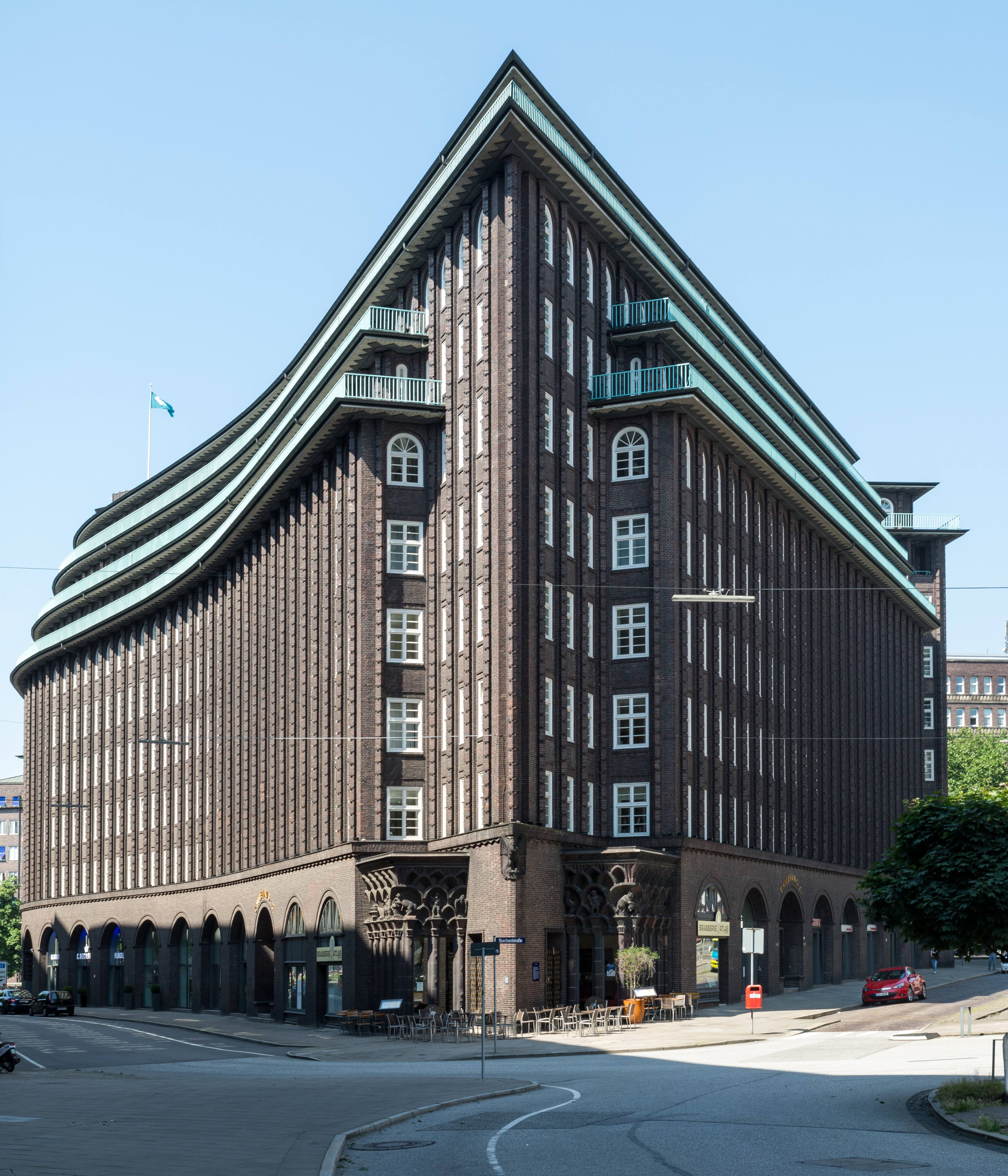
Чиліхауз в Гамбурзі

Походження масштабної імміграції німців (включаючи поляків через розділ Польщі) до Чилі знаходиться в так званому "Законі селективної імміграції" 1845 року. Основною метою цього "закону" було привернути середнього та верхнього класу для колонізації регіонів на південному узбережжі Чилі, між Вальдівією та Пуерто-Монтом. Протягом цього періоду до Чилі прибуло понад 6 000 родин.
Німецькі іммігранти успішно створили живі села та спільноти в практично незаселених регіонах, повністю змінюючи ландшафт південних зон. Карлос Анвандтер залишив свідчення цього великого духу будівництва, провінціючи перед усіма колоністами: "Ми будемо чилійцями, честь і працьовитість наші найголовніші риси, ми будемо захищати нашу нову батьківщину разом з нашими новими співвітчизниками від будь-якого іноземного тиску з рішучістю і стійкістю людини, яка захищає свою країну, свою родину і свої інтереси. Ця країна, яку ми обрали своєю родиною, ніколи не буде жаліти про свій розумний, гуманний і щедрий жест..." (18 листопада 1851 року).
Популярність Німеччини та німецької культури в Чилі залишилася високою після Першої світової війни, але не повернулася до попереднього воєнного рівня. Фактично в Чилі війна поклала край періоду наукового та культурного впливу, який письменник Едуардо де ла Барра зневажливо назвав "німецьким околицею" (ісп. "el embrujamiento alemán").
Пізніше прийшла нова велика хвиля німецьких іммігрантів, які оселилися по всій країні, особливо в Темуко, Сантьяго і в основних комерційних зонах країни. У 1943 році Чилі розірвало відносини з Німеччиною; під час Другої світової війни багато німецьких євреїв знайшли притулок в Чилі, втікаючи від Голокосту, тоді як іноземці, яких підозрювали в нацистських симпатіях, були відправлені до табору інтернування в Пісагуа. Після війни багато лідерів та спільників з нацистської Німеччини намагалися знайти притулок в південному регіоні країни, уникнувши перед правосуддям. Навіть Пауль Шефер заснував Колонію Дігнідад (Колонія Гідності), німецький енкляв у Регіоні VII, де вчинялися порушення прав людини.
Серед численних видатних чилійців німецького походження можна відзначити командира Фернандо Маттей Аубель, архітектора Матіаса Клотца, тенісистів Габріеля Сільберштейна і Ганса Гільдемейстера, спортсменів Себастьяна Кейтеля і Марлене Аренс, музикантів Патріціо Маннса і Еміліо Кёрнера, економіста Ернесто Шифельбайна, політиків Мігеля Каста і Евелін Маттеі, підприємців Юргена Паульманна і Карлоса Хеллера, художників Уве Груманна і Россі Олькерс, телеведучих Карен Доггенвайлер і Марго Каль, письменника Сезара Мюллера та акторів Глорію Мюнхмейєр, Антонію Зегерс, Алін Кіппенгейм та Бастиана Боденгофера.

### З 1973 року
Переворот, який провів Августо Піночет проти чилійського президента Сальвадора Альєнде 11 вересня 1973 року, спровокував найбільшу міграційну хвилю в історії Чилі. Навіть якщо кількість міграції переважно на користь Іспанії, це можна пояснити ближчими культурними зв'язками чилійців з Іспанією як першою європейською країною, до якої можна було мігрувати, крім Німеччини. Крім того, після Першої світової війни Німеччина втратила свої колонії, що означало велику міграцію німців з Німеччини, де шляхи в цю країну були більш закритими, ніж у країнах з великими колоніальними впливами, таких як Франція, Англія та Іспанія.
Приблизно 7 000 чилійців прибули до Німеччини, втікаючи від диктатури. Приблизно 4 000 отримали притулок в Федеративній Республіці Німеччина, тоді як Комуністична Східна Німеччина (НДР) надала політичне притулок 3 000 чилійцям. Це був перший раз, коли німецьке суспільство в обох країнах стикнулося з великою групою вигнаних латиноамериканських політиків.
В обох німецьких державах виникло чимало різноманітних чилійських груп солідарності. Деякі з них вважали, що вони можуть продовжувати боротьбу та свернути режим Піночета з Німеччини. В одному місті Західної Німеччини в 1970-1980-х роках існувала політично активна чилійська спільнота, пов'язана з Євангельською церквою. Деякі політичні біженці навіть пройшли військову підготовку в Комуністичній Східній Німеччині. Дехто був відправлений навіть на Кубу для подальшої підготовки. Чилі розпочало перехід до демократії в 1990 році під керівництвом Президента Патрісіо Айлвіна. Це був початок зворотної міграції, оскільки велика більшість вигнаних повернулася в Чилі.
Але Німеччина все ще залишається домом для чилійської спільноти, найбільшої латиноамериканської групи після бразильців та кубинців. Приблизно 20 000 чилійців проживають в Німеччині, переважно сконцентровані в містах Берлін, Гамбург, Кельн і Мюнхен. До них входять чилійці другого покоління — ті, які народилися в Німеччині від батьків-чилійців.
Сьогодні до Німеччини вже не прибувають політичні біженці. За словами Феліпе Раміреса, Генерального консула Чилі в Мюнхені, сучасна чилійська міграція складається зі студентів, які навчаються в німецьких університетах, чилійців, чиї партнери живуть в Німеччині, і тимчасової міграції професіоналів, які працюють для німецьких компаній.

## Культура
Німецька культура і економічні цінності мали вплив на розвиток чилійського суспільства, і цей вплив працював в обидва напрямки. Наприклад:
- Встановлення комерційних будинків і німецьких судноплавних підприємств у Вальпараїсо
- Заснування Німецького клубу в 1838 році
- Дослідження Патагонії німцем Бернардо Філіпі та його участь у чилійському володінні Магалланської протоки
- Німецька імміграція на південь Чилі після Другої світової війни
- Колонізація та розвиток міста Вальдівія та околиць Розробка нітратних родовищ
- Тісні відносини між портами Вальпараїсо та Гамбурга
- Створення ряду чилійсько-німецьких пожежних компаній. (Близько 20)
- Міграція етнічних німців до Чилі з Аргентини на початку 20 століття.
- Прусська армія мала великий вплив на Чилійську армію[en]. Наприкінці 19 століття Чилі прийняло прусську військову традицію, особливо після Громадянської війни в Чилі 1891 року[en]. Німецький військовий інструктор Еміль Кёрнер[en] досяг звання головнокомандувача чилійської армії у 1900 році. Навіть сьогодні чилійська армія використовує стальний шолом для церемонійних цілей, тоді як Чилійська військова школа все ще використовує пікельгаубе як частину церемоніальної форми.
- Чилійська медицина була під впливом доктора Макса Вестенгёфера[en] (1871-1957), німецького вченого, лікаря і патологоанатома з Берлінського університету, який вважається засновником патологічноі анатомії в Чилі. Професор Вестенгёфер постійно проживав в Чилі як викладач Чилійського університету, ставши важливою фігурою в інтелектуальному середовищі Чилі.

В Німеччині також можна знайти сліди зв'язків між Чилі та Німеччиною. Будівля «Чиліхауз» (Будинок Чилі) у порту Гамбурга символізує минулі торгові відносини між країнами. Будівля була споруджена у 20 столітті та має форму носової частини корабля.

## Договори та співробітництво
Між Німеччиною та Чилі існує кілька договорів, включаючи угоди про дружбу, торгівлю, інвестиції, роботу, а також домовленості щодо шкільного обміну і спільних наукових досліджень.

## Торгівля
Німеччина є важливим торговим партнером Чилі в Європейському Союзі і продовжує займати п'яте місце серед країн, що постачають товари до Чилі. У 2013 році обсяг експорту з Німеччини до Чилі склав 3,2 мільярда доларів, в той час як Чилі експортувало до Німеччини товарів на суму 2,1 мільярда доларів. Очікується, що торгівля між цими двома країнами буде продовжувати зростати в майбутньому.
Основними експортованими з Німеччини до Чилі є літаки, судна, залізничні транспортні засоби та автомобілі, машинобудівні вироби, обладнання для виробництва та розподілу електроенергії, електротовари, медичне та фотообладнання, вимірювальна та керуюча техніка, хімічні продукти та вироби з недорогоцінних металів.
Мідь та продукти, пов'язані з нею, залишаються основними товарами, які Чилі експортує до Німеччини. Німеччина також імпортує значні обсяги фруктів, консервованих продуктів і соків, вина, риби та перероблених рибних продуктів, м'яса та продуктів тваринного походження, целюлози, деревини та хімічних продуктів з Чилі.

## Постійні дипломатичні представництва
- Чилі має посольство в Берліні та генеральні консульства у Франкфурті, Гамбурзі та Мюнхені[2].
- Німеччина має посольство в Сантьяго[4].

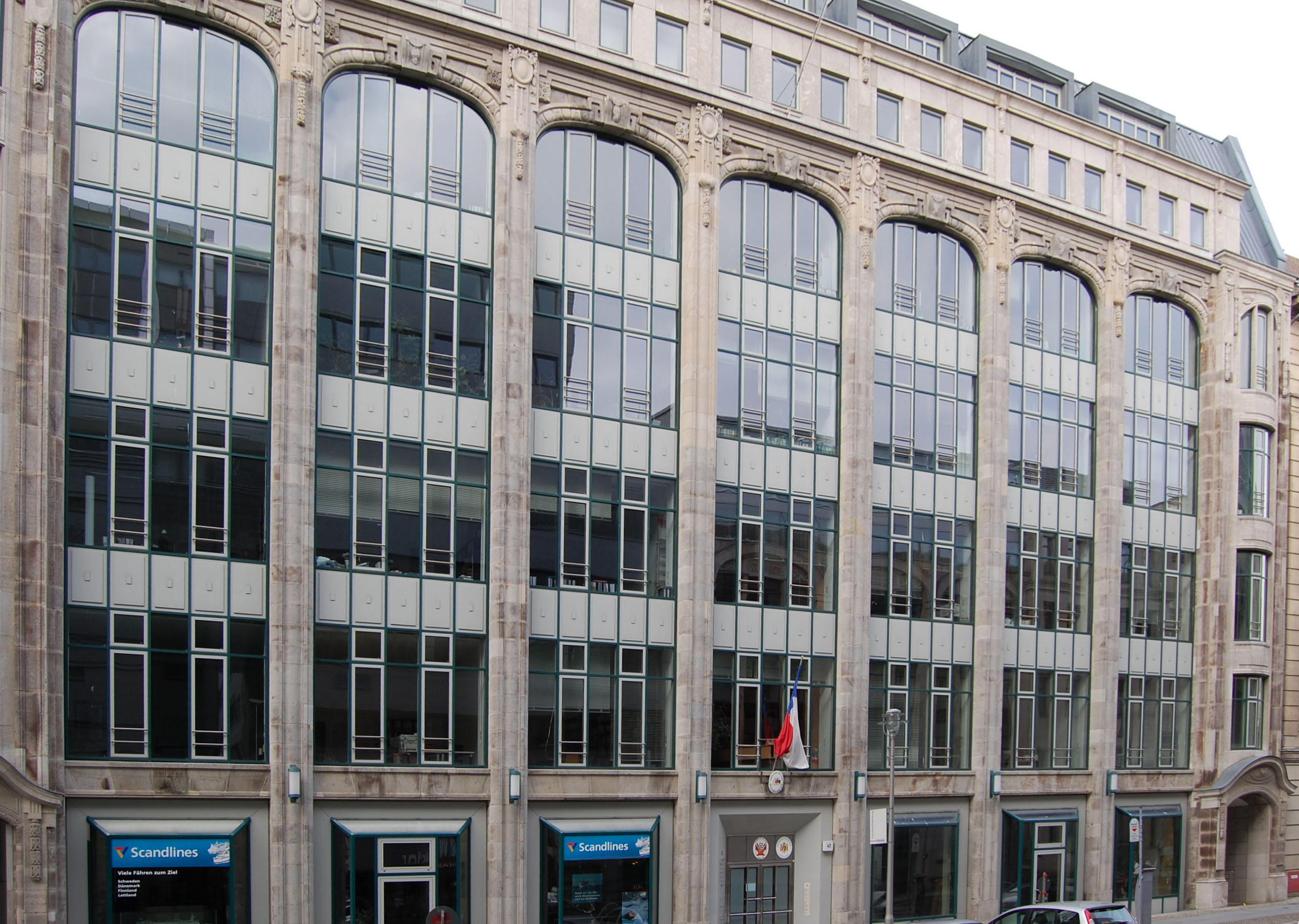
Посольство Чилі в Берліні
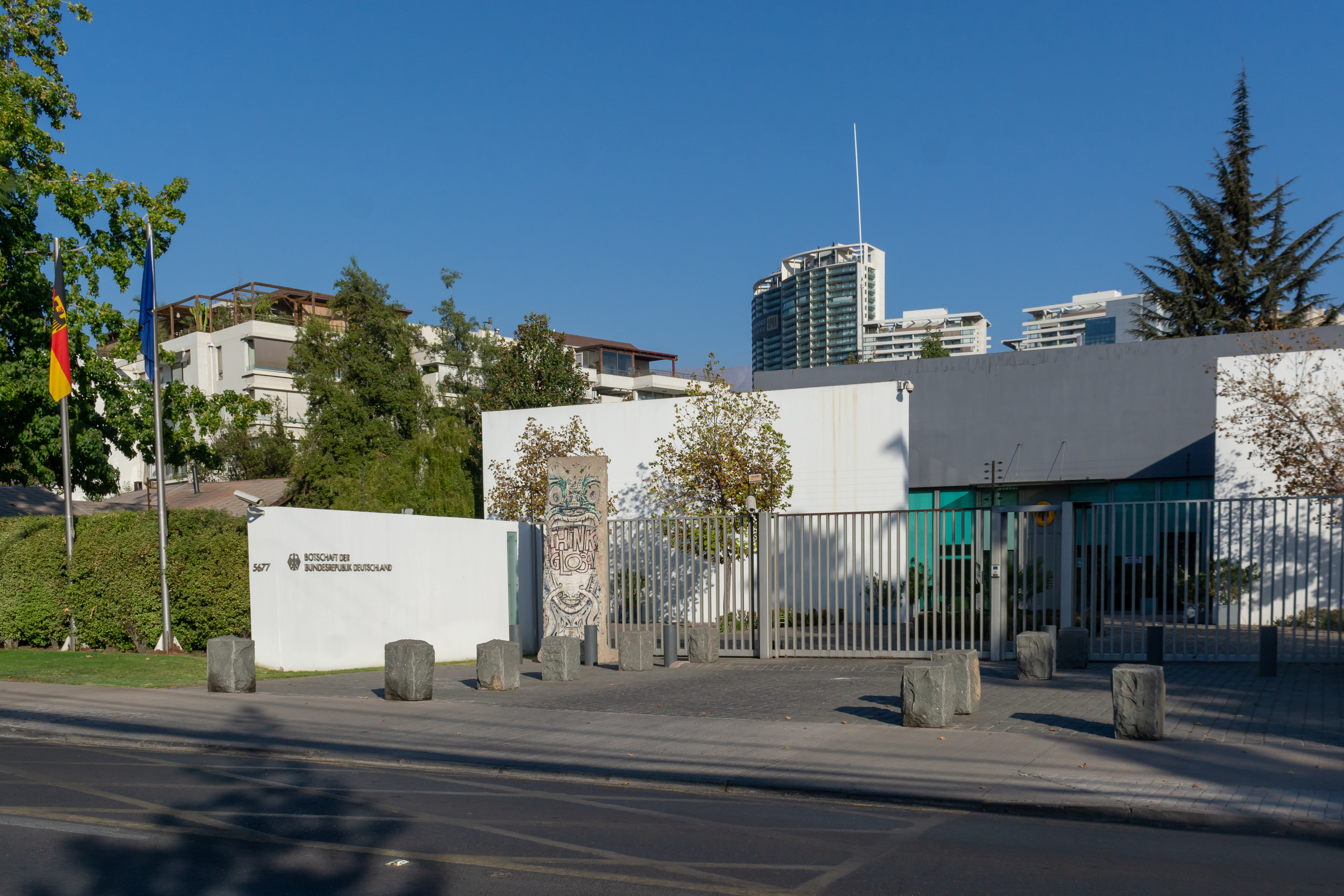
Посольство Німеччини в Сантьяго

## Інше
У Німеччині існує щотижнева німецько-чилійська газета під назвою "Кондор," яка відіграє важливу роль у сприянні інформаційному обміну та культурному зв'язку між обома країнами. Також, в Німеччині функціонують кілька братств, відомих як "Буршеншафтен," які можуть включати німецьких та чилійських членів і сприяти спільноті та культурному обміну між цими націями.